# رباط سنگی سرچمن (گونزا)
رباط سنگی سرچمن (گونزا) مربوط به دوره صفوی است و در شهرستان فیروزکوه، راه آهن سراسری واقع شده و این اثر در تاریخ ۵ آذر ۱۳۸۰ با شمارهٔ ثبت ۴۴۰۶ به‌عنوان یکی از آثار ملی ایران به ثبت رسیده است.